# Super Series Championship 2023
El Súper Series Championship 2023 fue la cuarta edición del torneo profesional de rugby de Escocia.

## Sistema de disputa
Cada equipo disputó sus encuentros frente a cada uno de los rivales en condición de local y de visita.
Luego de la fase regular los cuatro mejores clasificados disputaron la fase final.
Puntuación
Para ordenar a los equipos en la tabla de posiciones se los puntuará según los resultados obtenidos.
- 4 puntos por victoria.
- 2 puntos por empate.
- 0 puntos por derrota.
- 1 punto bonus por ganar haciendo 3 o más tries que el rival.
- 1 punto bonus por perder por siete o menos puntos de diferencia.

## Temporada Regular
| Pos. | Equipo            | Encuentros | Encuentros | Encuentros | Encuentros | Tantos | Tantos | Tantos | PB | PB | Puntos |
| Pos. | Equipo            | PJ         | PG         | PE         | PP         | F      | C      | Dif    | BO | BD | Puntos |
| ---- | ----------------- | ---------- | ---------- | ---------- | ---------- | ------ | ------ | ------ | -- | -- | ------ |
| 1.º  | Heriot's Rugby    | 12         | 10         | 1          | 1          | 479    | 238    | +241   | 10 | 0  | 42     |
| 2.º  | Ayrshire Bulls    | 12         | 9          | 0          | 3          | 372    | 221    | +151   | 10 | 1  | 47     |
| 3.º  | Watsonians        | 12         | 9          | 0          | 3          | 265    | 231    | +34    | 4  | 0  | 40     |
| 4.º  | Stirling Wolves   | 12         | 6          | 0          | 6          | 422    | 287    | +135   | 7  | 2  | 33     |
| 5.º  | Southern Knights  | 12         | 4          | 1          | 7          | 282    | 369    | -87    | 7  | 2  | 27     |
| 6.º  | Boroughmuir Bears | 12         | 3          | 0          | 9          | 252    | 389    | -137   | 3  | 2  | 17     |
| 7.º  | Future XV         | 12         | 0          | 0          | 12         | 206    | 543    | -337   | 3  | 3  | 6      |

|  | Semifinalistas. |

## Fase Final

### Semifinales
| 10 de noviembre de 2023 | Heriot's Rugby | 21 - 26 | Stirling Wolves |  |  |

| 11 de noviembre de 2023 | Ayrshire Bulls | 38 - 22 | Watsonians |  |  |

### Final
| 18 de noviembre de 2023 | Ayrshire Bulls | 19 - 29 | Stirling Wolves |  |  |

| Bandera de Escocia      |
| Campeón Stirling Wolves |
| Primer título           |